# Поповское (Вашкинский район)
Поповское — деревня в Вашкинском районе Вологодской области.
Входит в состав Васильевского сельского поселения, с точки зрения административно-территориального деления — в Васильевский сельсовет.
Расстояние по автодороге до районного центра Липина Бора — 3 км, до центра муниципального образования деревни Васильевская — 6 км. Ближайшие населённые пункты — Борок, Вашки, Верхнее Хотино.
По данным переписи в 2002 году постоянного населения не было.